# Балка Кутирева
Балка Кутирева — балка (річка) в Україні у Антрацитівському районі Луганської області. Ліва притока річки Нагольної (басейн Азовського моря).

## Опис
Довжина балки приблизно 11,72 км, найкоротша відстань між витоком і гирлом — 9,40  км, коефіцієнт звивистості річки — 1,25 . Формується декількома балками та загатами.

## Розташування
Бере початок на східній стороні від села Єгорівка. Тече переважно на південний захід через село Бобрикове і впадає у річку Нагольну, ліву притоку річки Міусу.

## Притоки
- Водяна (ліва)[4]
- Суха (ліва)[5]

## Цікаві факти
- Біля витоку балки на східній стороні на відстані приблизно 773 м пролягає автошлях М03[2] (автомобільний шлях міжнародного значення на території України, Київ — Харків — кпп Довжанський (державний кордон з Росією).).
- У XX столітті на балці існували водокачка та птице-тваринна ферма (ПТФ)[3].
- Від витоку балки на північній стороні розташований Ландшафтний заказник Вишневий[6].